# بيل بلاك (مدير التصوير)
بيل بلاك (بالإنجليزية: Bill Black)‏ هو مدير التصوير ‏ أمريكي، ولد في 1960 في لونغ بيتش في الولايات المتحدة.

## وصلات خارجية
- الموقع الرسمي
- بيل بلاك على موقع IMDb (الإنجليزية)